# John Jeremiah Sullivan
John Jeremiah Sullivan (Louisville, Kentucky, 1974) és escriptor, periodista i editor nord-americà.
Fill d'un pare periodista i mare professora d'anglès. Va créixer a New Albany, Indiana, en una llar que li va incentivar una "urgència desesperada d'escriure" des de molt jove. Col·labora com periodista a The New York Times Magazine i com a editor a Harper's Magazine i The Paris Review. Ha publicat els llibres Blood Horses: Notes of a Sportswriter's Son (2004) i Pulphead (2011). És considerat un dels joves cronistes de les lletres nord-americanes dels últims temps. Els crítics sovint enllacen John Jeremiah Sullivan amb el periodisme literari de David Foster Wallace. Els seus temes parteixen d'aspectes de la cultura popular com la música, televisió, esports que li serveixen per retratar les formes de vida americana amb una visió molt propera.

## Obres
- Blood Horses: Notes of a Sportswriter's Son, Farrar, Straus & Giroux, 2004.
- Pulphead: Essays, Farrar, Straus & Giroux, 2011. Traducció al castellà:Pulphead. Crónicas desde la otra cara de Estados Unidos Mondadori. Barcelona, 2013.

Pulphead va ser publicat en anglès el 2011, i inclou una quinzena de reportatges d'entre vuit i prop de quaranta pàgines apareguts en revistes com GP, Harper's, Oxford American i The Paris Review. El primer està dedicat al retorn als escenaris dels Guns N' Roses. El relat d'un festival de música rock cristiana, que reuneix més de 100.000 fidels, el seguiment de la vida diària d'una estrella d'un reality show a MTV, una visita a un refugi de la Creu Roja a Nova Orleans, poc després del pas del Katrina, són alguns dels altres articles que ens descobreixen aspectes poc coneguts del seu país.